# Amaral (futebolista)
Alexandre da Silva Mariano, mais conhecido como Amaral (Capivari, 28 de fevereiro de 1973), é um ex-futebolista brasileiro que atuava como volante.

## Carreira

### Futebol
Antes de iniciar nas categorias de base do Palmeiras, apesar de muitos pensarem assim, não foi coveiro e sim trabalhou em uma funerária em sua cidade natal, Capivari.
Destaque do time palmeirense, em 1996 foi vendido por US$ 4 milhões para o Parma, da Itália. Amaral não conseguiu se firmar no time italiano, sendo emprestado para o Benfica no meio de sua primeira temporada. Em Portugal, Amaral era muito querido pelos torcedores, que chegaram a arrecadar dinheiro para sua contratação em definitivo, sem sucesso.
Em 1997, retornou ao Palmeiras. Ao final da temporada, retornou ao Benfica, como parte da negociação pelo atacante Paulo Nunes. Em junho de 1998, é emprestado para o Corinthians. No Timão, Amaral conquistou o Campeonato Brasileiro, em 1998, e o Paulista, no ano seguinte.
Amaral foi contratado pelo Vasco da Gama em 1999, onde conquistou o Campeonato Brasileiro de 2000 e a Copa Mercosul de 2000. Em 2001, é negociado novamente com um clube italiano, desta vez a Fiorentina. O volante consegue se firmar na equipe, sua passagem termina com a falência do clube em 2002.
Com o passe livre, Amaral assinou um contrato de dois anos com o Beşiktaş. Apesar de conquistar o título nacional com o clube turco, teve desavenças com o treinador Mircea Lucescu e retornou ao Brasil para jogar pelo Grêmio no início de 2003.
Teve uma breve passagem pelo futebol da Arábia Saudita, defendendo o Al-Ittihad, e retornou ao Brasil para defender o Vitória. Com o rebaixamento da equipe baiana, se transferiu para o Atlético Mineiro, onde sofreu com lesões e amargou um segundo rebaixamento consecutivo.
No ano seguinte, teve uma terceira passagem pelo futebol europeu, atuando por um ano e meio pelo Pogoń Szczecin, da Polônia. Retornou ao Brasil em 2007, para disputar a Série B pelo Santa Cruz. No ano seguinte, foi contratado pelo Grêmio Barueri, mas não se firmou e rescindiu seu contrato no meio da temporada.  Aos 35 anos, partiu para a Austrália, disputando a A-League pelo Perth Glory. Após uma temporada, voltou ao Brasil para defender o Grêmio Catanduvense na Série A2 do Campeonato Paulista.
Amaral atuou também no futebol da Indonésia, defendendo Manado United e Persebaya Surabaya. Em 2013, acertou com o Poços de Caldas, para disputar o Módulo II do Campeonato Mineiro, mas deixou o clube antes do início da competição. Em seguida, assinou com o Itumbiara, mas também teve uma passagem curtíssima, tendo atuado apenas 59 minutos pelo clube goiano.
Depois dois anos parado, aceitou o convite para defender o clube de sua cidade natal, o Capivariano, recém-promovido para a primeira divisão do Campeonato Paulista em 2015. Estreou no dia 10 de fevereiro de 2015, atuando no primeiro tempo no empate por 2 a 2 contra o Mogi Mirim. Após sofrer uma contusão muscular, Amaral voltou a campo somente na última rodada do campeonato, atuando os 90 minutos como capitão na vitória por 3 a 1 sobre a Ponte Preta, que livrou o Capivariano do rebaixamento. Em abril, renovou seu contrato para defender o clube nos jogos contra o Botafogo pela Copa do Brasil.
Fez sua última partida oficial em 7 de maio de 2015, entrando como titular contra o Botafogo, no Engenhão. Amaral atuou por apenas 26 minutos, sendo substituído após sentir uma lesão na panturrilha.

## Seleção nacional
Ele fez sua estreia pela seleção nacional em 27 de setembro de 1995, em uma vitória por 2–1 contra a Romênia. Em janeiro de 1996, participou da Copa Ouro da CONCACAF de 1996, conquistada pelo México contra o Brasil, e seis meses depois disputou as Olimpíadas de Verão ao lado de Roberto Carlos, Bebeto, Ronaldo e Rivaldo, terminando com a medalha de bronze. Sua última partida foi em 31 de agosto de 1996, em um amistoso contra a Holanda.

## Vida pessoal
Amaral afirma ter vendido todas suas medalhas e que seu maior título foi comprar uma casa para a mãe. Após a aposentadoria, participou de diversos programas de entrevistas e reality shows. Em 2015 participou de A Fazenda, em 2018 de Dancing Brasil e em 2022 do The Masked Singer Brasil. Em 2023, o Charla Podcast revelou que Amaral cobrou cachê para ser entrevistado pelo programa. Em 2024, após paralisação do Campeonato Brasileiro por consequência da tragédia climática ocorrida no Rio do Sul, Amaral foi convidado pela CBF para realizar aparições em partida do campeonato nacional fantasiado de Astronauta. O ex-atleta carregava consigo um cartaz com o apelo: "Cuidem do planeta terra. Só aqui tem futebol".  Sua identidade foi revelada na parrida São Paulo Futebol X Grêmio, ocorrida dia 17 de julho de 2024. A fantasia do Amaral foi leiloada, revertendo fundos as vítimas da tragéda.

## Música
Em 1999, Amaral integrou o grupo de pagode gospel Divina Inspiração juntamente com seu companheiro de time Marcelinho Carioca. Seu instrumento era o pandeiro.

## Filmografia
| Ano  | Título                   | Papel                    | Nota        | Emissora | Ref    |
| ---- | ------------------------ | ------------------------ | ----------- | -------- | ------ |
| 2015 | A Fazenda                | Participante (16º lugar) | Temporada 8 | RecordTV | [ 36 ] |
| 2018 | Dancing Brasil           | Participante (4º lugar)  | Temporada 4 | RecordTV | [ 37 ] |
| 2022 | The Masked Singer Brasil | Participante (Cachorro)  | Temporada 2 | TV Globo | [ 38 ] |
| 2022 | Galera Esporte Clube     | Apresentador             |             | RedeTV!  |        |

## Títulos

### Como jogador
Besiktas
- Campeonato Turco: 2002–03[14]

Fiorentina
- Coppa Italia: 2000–01[6]

Vasco da Gama
- Taça Guanabara: 2000[43]
- Campeonato Brasileiro: 2000[44]
- Copa Mercosul: 2000[44]

Corinthians
- Campeonato Paulista: 1999[45]
- Campeonato Brasileiro: 1998[45]

Palmeiras
- Campeonato Paulista: 1993,[46] 1994[47] e 1996[48]
- Campeonato Brasileiro: 1993[45] e 1994[45]
- Torneio Rio-São Paulo: 1993[3]